# Hotel Bowman
El hotel Bowman es un hotel ubicado en Nogales (Arizona), Estados Unidos.

## Historia
Fue construido en 1917. Era entonces el edificio hotelero más antiguo que se conserva en Nogales. Se le consideró muy relevante por el uso de ladrillo cocido (esmaltado) en su fachada, siendo uno de los dos únicos edificios en Nogales construidos con este material. Se le asocia con Wirt G. Bowman (1874-1949, empresario y político estatal y nacional).
Fue incluido en el Registro Nacional de Lugares Históricos el 29 de agosto de 1985.